# Ace Frehley

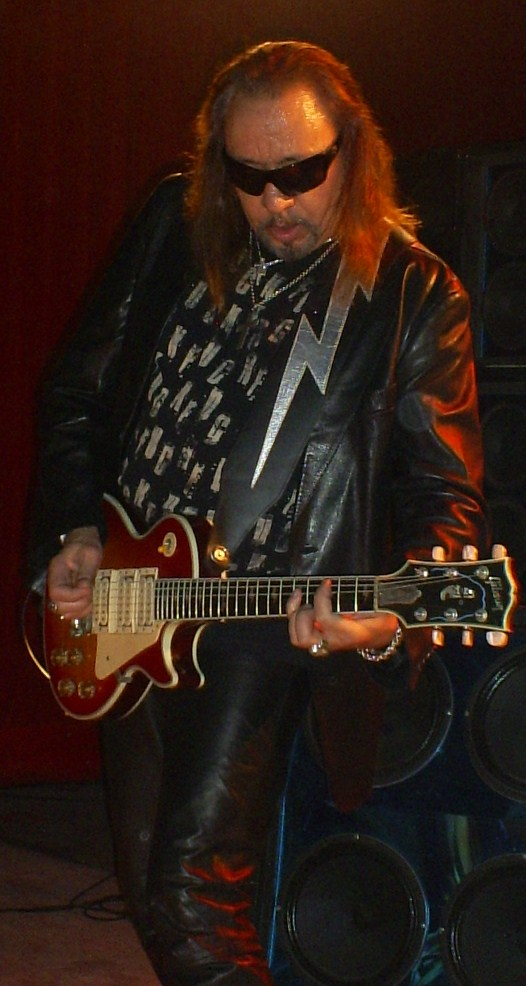
Ace Frehley (2011)

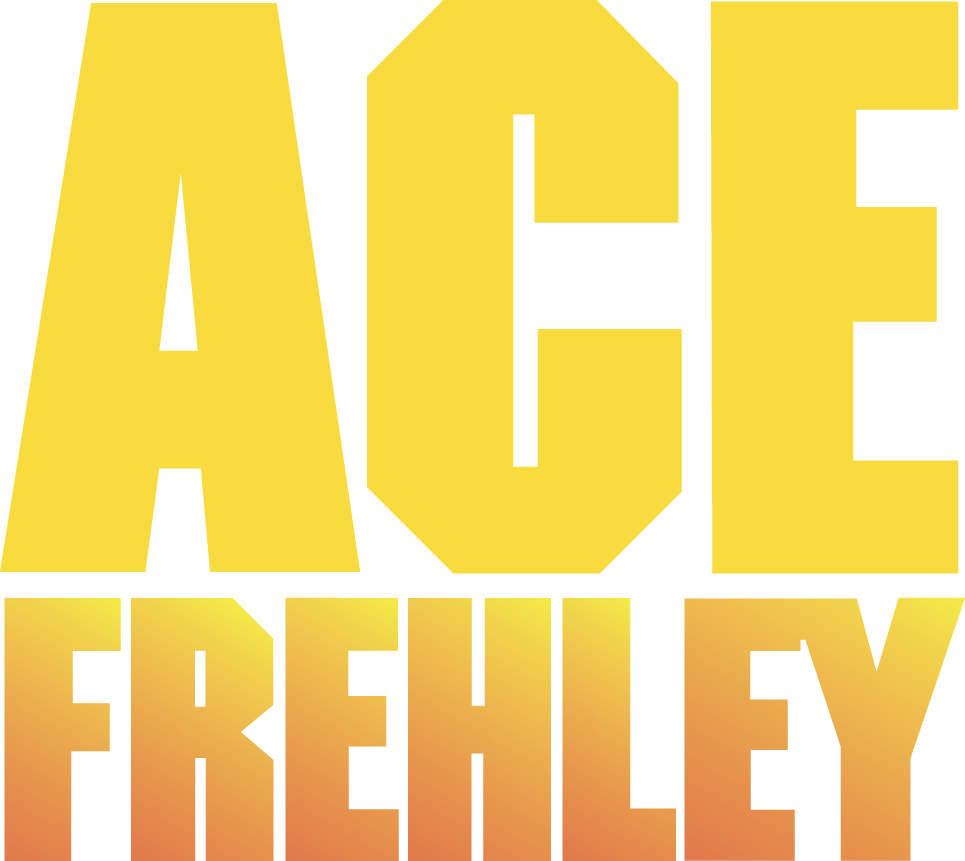
Ace Frehley-Logo (ab 1989)

Paul Daniel „Ace“ Frehley (* 27. April 1951 in New York) ist ein US-amerikanischer Musiker. Er ist Mitbegründer und ehemaliger Leadgitarrist der Hard-Rock-Band Kiss sowie Gründer und Namensgeber der Gruppe Frehley’s Comet. Mit Kiss wurde er in die Rock and Roll Hall of Fame aufgenommen.

## Jugend
Frehley wurde im New Yorker Lebanon Hospital geboren und wuchs in der Bronx als jüngstes der drei Kinder von Carl Daniel und Esther Anna Frehley (geb. Hecht) auf. Sein Großvater mütterlicherseits stammte von der Insel Rügen. Die Frehleys waren eine musikalische Familie, 1964 bekam Ace von seinem Vater eine E-Gitarre geschenkt. Er brachte sich das Spielen autodidaktisch bei. Frehley nennt Gitarristen wie Jimi Hendrix, Pete Townshend und Jeff Beck als seine wichtigsten musikalischen Einflüsse. Er hat einen Bruder (Charles), der mit ihm in seiner ersten Band „The Micro Organism“ spielte, und eine Schwester, Nancy. Frehley besuchte die Grace Lutheran Elementary School (Grundschule), anschließend die Our Saviour Lutheran Highschool, bevor er zur öffentlichen DeWitt Clinton High School wechselte, zu deren Alumni auch Ralph Lauren, Stan Lee und Robert Altman gehören. Als Jugendlicher war er Mitglied der irisch geprägten Gang The Ducky Boys. Im Alter von 17 Jahren wurde er dieser Schule verwiesen und besuchte anschließend die Roosevelt High School. Diese Schule verließ er in seinem letzten Schuljahr, sodass er zunächst ohne Abschluss dastand. Er lernte die ein Jahr jüngere Jeannette Trerotola kennen, als er 18 Jahre alt war. Trerotola übte einen positiven Einfluss auf ihn aus und brachte ihn dazu, seinen Abschluss auf der Abendschule der Roosevelt High School nachzuholen.
Am 17. Juli 1970 gelang es ihm aufgrund der lockeren Gewohnheiten bei damals stattfindenden Konzerten, beim New York Pop Festival als Roadie für einen Auftritt von Jimi Hendrix tätig zu sein und zusammen mit Mitch Mitchell das Schlagzeug aufzubauen. In der Folge versuchte er oftmals, auf diesem Weg Zugang zu seinen musikalischen Helden zu bekommen, unter anderem am 6. August 1970, als er beim Festival for Peace im Shea Stadium eingesetzt wurde, um die Gitarre des Steppenwolf-Gründers John Kay mit neuen Saiten zu versehen. Für den jungen Frehley waren dies beeindruckende Ereignisse, die seinen Wunsch festigten, seinen Lebensunterhalt mit der Musik zu verdienen.

## KISS

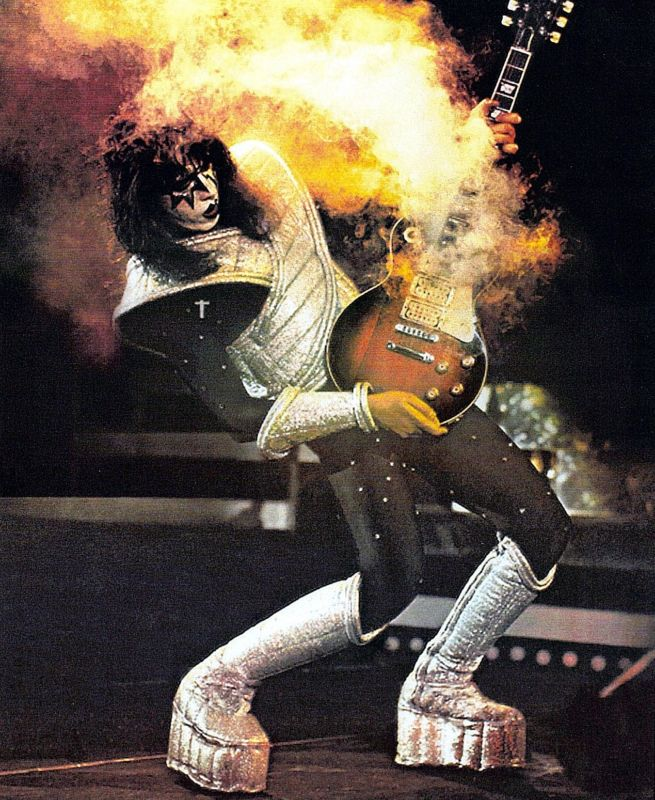
Ace Frehley in typischer Pose während seiner Zeit bei Kiss (1977)

Frehley spielte Gitarre in einer Reihe von lokalen Bands, neben anderen bei „The Micro Organism“ und „The Exterminators“ (beide ca. 1965), „The Four Roses“ (1966), „The Muff Divers“ (1967), „King Kong“ (1968), „Honey“ (1968/1969) und „The Magic People“ (1969). Danach wurde er Mitglied bei „Molimo“, mit denen er 1971 die Aufnahmen für ein Album bei RCA Records begann, das jedoch nie fertiggestellt und daher nicht veröffentlicht wurde. Er reagierte auf eine von Paul Stanley, Gene Simmons und Peter Criss aufgegebene Kleinanzeige in der Wochenzeitung The Village Voice („Leadgitarrist gesucht Mit Protz und Begabung. Album erscheint in Kürze. Bitte keine Zeitverschwender. Paul“), mit der sie einen Gitarristen für ihre Band Wicked Lester suchten, und wurde engagiert. Im Januar 1973 einigte man sich darauf, den Bandnamen in Kiss zu ändern, und Frehley gestaltete das Bandlogo. Als sich die Band entschloss, für Liveauftritte Schminke zu tragen, wurde aus Frehley Space Ace, „ein fremder Besucher vom Planeten Jendell“.
Das erste Kiss-Album kam im Februar 1974 auf den Markt. Frehleys einziger Songbeitrag war „Cold Gin“, der jedoch von Simmons gesungen wurde. Frehley schrieb in den nächsten Jahren weitere Songs für die Band, es dauerte jedoch bis 1977, bevor er einen seiner Titel selbst interpretierte (Shock Me). Frehleys Markenzeichen waren neben seinen exzentrischen Gitarrensoli Showeffekte wie rauchende, leuchtende und Feuer sprühende Gitarren.
1978 veröffentlichten alle Bandmitglieder von Kiss gleichzeitig ihr eigenes Soloalbum. Frehleys war das meistverkaufte der vier und erreichte Platz 26 der Billboard 200, die Single New York Groove (geschrieben von Russ Ballard) erreichte sogar die Top 20 in den Vereinigten Staaten. Frehleys Präsenz innerhalb der Gruppe stieg und für die Alben Dynasty und Unmasked steuerte er je drei Stücke bei. Trotzdem fand er sich zunehmend im Widerspruch zur musikalischen Richtung der Band, bedingt durch seine Unzufriedenheit war sein Beitrag zum 1981er Album Music from the Elder weitaus geringer als bei früheren Alben. Die Situation verschärfte sich weiter durch Frehleys Alkohol- und Drogenmissbrauch.

## Solokarriere
1981 nahm Frehley an den Aufnahmen zum Album Eugene von Crazy Joe & The Variable Speed Band teil, wobei der Titeltrack von Frehley und Crazy Joe Renda stammte. Frehley produzierte das Stück und spielte darauf auch E-Drums. Das Album erschien bei Casablanca Record & FilmWorks. Zur Band um Crazy Joe Renda gehörte auch der Bassist John Regan, der drei Jahre später zu Frehley’s Comet gehörte; außerdem war Keyboarder Rob Sabino an den Aufnahmen zu dem Album beteiligt, spielte aber nicht auf dem Titel Eugene. Auch Sabino war später kurzzeitig (1985/86) Mitglied von Frehley’s Comet. Frehley verließ Kiss 1982 und verzichtete bei seinem Ausstieg auf die fünfundzwanzigprozentige Beteiligung an der Band.
Frehley produzierte Gerüchten zufolge ein Demoband für die Gruppe W.A.S.P., während Kiss mit anderen Gitarristen an dem Album Creatures of the Night arbeiteten. Mit W.A.S.P.s-Sänger Blackie Lawless war Frehley seit seiner Kindheit in der Bronx befreundet. 1983 wurde Frehley nach einer Verfolgungsjagd mit der Polizei, bei der er den Bronx River Parkway in New York mit seinem DeLorean betrunken in die falsche Richtung befuhr und so einen Unfall verursachte, der Führerschein für sechs Monate entzogen. Die Verfolgungsjagd verarbeitete er 1987 für den Song Rock Soldiers.
1984 gründete Frehley seine Band Frehley’s Comet und nahm mit Eddie Kramer, der bereits Frehleys Kiss-Soloalbum produziert hatte sowie mit Hilfe der Produzenten Vini Poncia, Chris Kimsey und Tony Bongiovi einige Demos auf. Ein bereits unterschriebener Plattenvertrag mit Bronze Records verfiel, als das Label pleiteging, doch Frehley gelang es, sich einen Vertrag bei Atlantic/Megaforce zu sichern.
Die Band veröffentlichte ihr erstes Album 1987 mit dem Bandnamen als Titel. Es wurde von Eddie Kramer produziert, der zuvor nicht nur eine Reihe von Kiss-Alben, sondern auch Frehleys 1978er Soloalbum und einige seiner Demos zwischen 1984 und 1985 produziert hatte. Frehley’s Comet bot eine Mischung aus Hard-Rock und Pop und stieg bis auf Rang 43 in den Billboard-Charts, die Single „Rock Soldiers“ erreichte Platz 27. Trotz positiver Kritiken und guter Verkaufszahlen war der Band kein langfristiger Erfolg beschieden, es folgten nur noch zwei mäßig erfolgreiche Alben (Live + 1 und Second Sighting), sodass Frehley die Band 1989 auflöste.
Noch im selben Jahr veröffentlichte er das Album Trouble Walkin’ als Solokünstler, die Verkaufszahlen waren jedoch noch schlechter als bei der letzten Veröffentlichung seiner Band. Nach 20 Jahren veröffentlichte Frehley im September 2009 ein weiteres Soloalbum mit dem Titel Anomaly. Fast zeitgleich erschien ein neues Studioalbum seiner ehemaligen Band Kiss. Anomaly erreichte neben Platz 27 in den Billboard 200 noch Platz 8 in den Billboard-Rock-Album-Charts (zwei Wochen) und Platz 2 in den Independent-Album-Charts (sechs Wochen).
Frehley veröffentlichte 2010 auch eine DVD in der Reihe Behind The Player. In dem Lehrvideo zeigt er, wie seine Songs Cold Gin und Shock Me (beides Kiss-Klassiker) gespielt werden, gibt Einblicke in seine aktuelle Instrumentensammlung und sein Equipment und hält ein Interview bereit. Außerdem sind verschiedene Jam-Sessions, unter anderem mit John 5, George Lynch, Matt Sorum, Chris Wyse und Tommy Clufetos zu sehen und zu hören.
Am 1. November 2011 erschien bei MTV Books, einem Tochterunternehmen des US-Verlags Simon & Schuster, Frehleys Autobiografie No Regrets. Frehley hatte dazu in verschiedenen Interviews erklärt, dass er sich dafür auch der Erinnerungen ehemaliger Weggefährten, wie zum Beispiel Roadies, Leibwächtern und Technikern bedienen werde, da er sich, bedingt durch seine Alkoholabhängigkeit, nicht mehr an alle Ereignisse erinnern könne, an denen er beteiligt war. Das Buch entstand in Zusammenarbeit mit Joe Layden und gelangte in die Bestseller-Liste der New York Times, wo es am 20. November 2011 Platz 10 erreichte.
Die Gründungsmitglieder der Gruppe Kiss wurden 2013 für die Aufnahme in die Rock and Roll Hall of Fame nominiert und im Februar 2014 aufgenommen. Im selben Jahr erschien Frehleys nächstes Album Space Invader. Der dafür abgeschlossene Plattenvertrag mit dem Label eOne sah die Veröffentlichung von drei Alben vor, von denen zwei jeweils eine Sammlung von Coverversionen bekannter Lieder enthalten sollten. Das erste Coveralbum aus diesem Vertrag, Origins Vol. 1, ist am 15. April 2016 erschienen.

## KISS-Reunion
Für ein paar Reunion-Tourneen spielte Frehley zwischen 1995 und 2002 wieder mit der Urbesetzung von Kiss zusammen. 1998 nahm er als Teil ebendieser Urbesetzung das Studioalbum Psycho Circus auf. Inzwischen hat seine Rolle bei Kiss der Gitarrist Tommy Thayer übernommen.

## Todesgerücht
Am Freitag, 23. Februar 2007 begann das Gerücht über einen angeblichen Suizid durch eine Tablettenüberdosis im Internet zu zirkulieren. Frehley reagierte mit dem Mark-Twain-Zitat: „Gerüchte über meinen Tod sind stark übertrieben“.

## Trivia
Nach eigenen Angaben wurde Frehley ab 1968 mehrmals von Außerirdischen entführt.

## Diskografie

### Mit Kiss (ohne Kompilationen)
- 1974: KISS
- 1974: Hotter Than Hell
- 1975: Dressed to Kill
- 1975: Alive!
- 1976: Destroyer
- 1976: Rock and Roll Over
- 1977: Love Gun
- 1977: Alive II
- 1979: Dynasty
- 1980: Unmasked
- 1981: (Music From) The Elder
- 1996: MTV Unplugged
- 1998: Psycho Circus

### Als Solomusiker
| Jahr | Titel           | Höchstplatzierung, Gesamtwochen, AuszeichnungChartplatzierungen (Jahr, Titel, Platzierungen, Wochen, Auszeichnungen, Anmerkungen) | Höchstplatzierung, Gesamtwochen, AuszeichnungChartplatzierungen (Jahr, Titel, Platzierungen, Wochen, Auszeichnungen, Anmerkungen) | Höchstplatzierung, Gesamtwochen, AuszeichnungChartplatzierungen (Jahr, Titel, Platzierungen, Wochen, Auszeichnungen, Anmerkungen) | Höchstplatzierung, Gesamtwochen, AuszeichnungChartplatzierungen (Jahr, Titel, Platzierungen, Wochen, Auszeichnungen, Anmerkungen) | Anmerkungen                                               |
| Jahr | Titel           | DE | AT | CH | US | Anmerkungen                                               |
| ---- | --------------- | --- | --- | --- | --- | --------------------------------------------------------- |
| 1978 | Ace Frehley     | — | — | — | US26 Platin · (23 Wo.)US | Erstveröffentlichung: 18. September 1978                  |
| 1987 | Frehley’s Comet | — | — | — | US43 (25 Wo.)US | Erstveröffentlichung: 1. April 1987                       |
| 1988 | Live + 1        | — | — | — | US84 (10 Wo.)US | Erstveröffentlichung: 2. Februar 1988 als Frehley’s Comet |
| 1988 | Second Sighting | — | — | — | US81 (13 Wo.)US | Erstveröffentlichung: 24. März 1988 als Frehley’s Comet   |
| 1989 | Trouble Walkin’ | — | — | — | US102 (9 Wo.)US | Erstveröffentlichung: 13. Oktober 1989                    |
| 2009 | Anomaly         | — | — | — | US27 (4 Wo.)US | Erstveröffentlichung: 15. September 2009                  |
| 2014 | Space Invader   | DE42 (2 Wo.)DE | — | CH30 (2 Wo.)CH | US9 (3 Wo.)US | Erstveröffentlichung: 18. August 2014                     |
| 2016 | Origins Vol. 1  | DE54 (1 Wo.)DE | AT51 (1 Wo.)AT | CH44 (1 Wo.)CH | US23 (2 Wo.)US | Erstveröffentlichung: 13. April 2016                      |
| 2018 | Spaceman        | DE45 (1 Wo.)DE | AT38 (1 Wo.)AT | CH28 (1 Wo.)CH | US49 (1 Wo.)US | Erstveröffentlichung: 19. Oktober 2018                    |
| 2020 | Origins Vol. 2  | DE34 (1 Wo.)DE | AT61 (1 Wo.)AT | CH39 (1 Wo.)CH | US81 (1 Wo.)US | Erstveröffentlichung: 18. September 2020                  |
| 2024 | 10,000 Volts    | DE21 (1 Wo.)DE | AT12 (1 Wo.)AT | CH13 (1 Wo.)CH | US72 (1 Wo.)US | Erstveröffentlichung: 23. Februar 2024                    |

grau schraffiert: keine Chartdaten aus diesem Jahr verfügbar
Weitere Alben
- 1997: 12 Picks
- 1998: Loaded Deck
- 2006: Greatest Hits Live

### Videoalben
- 1988: Frehley’s Comet: Live + 4. Atlantic Video; 50131-3.
- 2010: Behind The Player. (Lehrvideo), Season of Mist.

## Auszeichnungen für Musikverkäufe
| Goldene Schallplatte - Kanada - 1978: für das Album Ace Frehley |

Anmerkung: Auszeichnungen in Ländern aus den Charttabellen bzw. Chartboxen sind in ebendiesen zu finden.
| Land/RegionAuszeichnungen für Musikverkäufe (Land/Region, Auszeichnungen, Verkäufe, Quellen) | Gold  | Platin  | Verkäufe  | Quellen         |
| -------------------------------------------------------------------------------------------- | ----- | ------- | --------- | --------------- |
| Kanada (MC)                                                                                  | Gold1 | —       | 50.000    | musiccanada.com |
| Vereinigte Staaten (RIAA)                                                                    | —     | Platin1 | 1.000.000 | riaa.com        |
| Insgesamt                                                                                    | Gold1 | Platin1 |           |                 |